# Riethia melanoides
Riethia melanoides är en tvåvingeart som först beskrevs av Edwards 1931.  Riethia melanoides ingår i släktet Riethia och familjen fjädermyggor. Inga underarter finns listade i Catalogue of Life.